# 克莱姆·哈斯金斯
克莱姆·史密斯·哈斯金斯（英語：Clem Smith Haskins，1943年7月11日—），美国NBA联盟前职业篮球运动员。他在1967年的NBA选秀中第1轮第3顺位被芝加哥公牛选中。